# Kalajärvet (Gällivare socken, Lappland, 745109-174386)
Kalajärvet är en sjö i Gällivare kommun i Lappland och ingår i Kalixälvens huvudavrinningsområde.